# Medinilla compressicaulis
Medinilla compressicaulis är en tvåhjärtbladig växtart som beskrevs av Elmer Drew Merrill. Medinilla compressicaulis ingår i släktet Medinilla och familjen Melastomataceae. Inga underarter finns listade i Catalogue of Life.